# Палавански смрдљиви јазавац
Палавански смрдљиви јазавац (лат. Mydaus marchei) је врста сисара из реда звери. 

## Распрострањеност и станиште
Филипини су једино познато природно станиште врсте. Палавански смрдљиви јазавац има станиште на копну.

## Угроженост
Ова врста није угрожена, и наведена је као последња брига јер има широко распрострањење.

### Популациони тренд
Популациони тренд је за ову врсту непознат.